# Thisted Bryghus
Thisted Bryghus etableredes i 1902 i Thisted. Regnskabsåret 2023/2024 viser en omsætning på ca. 58 mio. DKK og et overskud på ca. 80.000 DKK. Bryggeriets generalforsamling kaldes populært for ”den 4. højtid i Thy” – det er vanskeligt at finde aktier i fri omsætning og dermed få adgang hertil.
Thisted Bryghus lancerede Danmarks første økologiske øl, Øko Thy, i 1995.

## Produkter
Af produkter kan nævnes:
- Dana Julehvidtøl.
- Jule Ren (økologisk stærk julebryg. Lanceret 1998).
- Limfjordsporter (Den gamle brygmesters hjertebarn)
- Porse Guld.
- Sweet Gale (tilført mere porse end den alm. Porse Guld).
- Økologisk Alive IPA
- Øko. Påskeæg (Økologisk påskebryg på guldøl styrke).
- Thy Økologisk Humle (økologisk guldøl. Lanceret 2000).
- Thy Pilsner (fik i 1989 guldmedalje i den internationale ølkonkurrence Monde Selection).
- Økologisk Thy Pilsner.
- Thisted Bryghus IPA
- Boston American Pale Ale
- Thy Classic
- Økologisk Christiania Pilsner
- Jack & Beer
- Økologisk Thy Classic (lanceret 2002)
- Sodavand